# 第60回全日本大学バスケットボール選手権記念大会
第60回全日本大学バスケットボール選手権記念大会（だい60かい ぜんにほんだいがくバスケットボールせんしゅけんきねんたいかい）は、2008年11月29日から12月7日まで9日間にわたって国立代々木競技場第二体育館、横浜文化体育館で行われた全日本大学バスケットボール選手権大会。今大会より第59回大会までの全日本学生バスケットボール選手権から全日本大学バスケットボール選手権へと大会名を改めた。また女子の開催回数が今大会より男子の開催回数に合わせて統一されたので女子の第55回 - 第59回は欠番となっている。

## 日程
- 11月29日 - 男女1回戦
- 11月30日 - 男女1回戦
- 12月1日 - 男女1回戦
- 12月2日 - 男子1回戦・女子2回戦
- 12月3日 - 男子2回戦・女子準々決勝
- 12月4日 - 男子準々決勝・女子5〜8位決定戦・女子準決勝
- 12月5日 - 男子5〜8位決定戦・男子準決勝
- 12月6日 - 女子順位決定戦・女子決勝・女子閉会式
- 12月7日 - 男子順位決定戦・男子決勝・男子閉会式

## 会場
- 代々木第二体育館
- 横浜文化体育館

## 出場校

### 男子
北海道・東北
- 北海道1位 札幌大学（23年連続36回目）
- 北海道2位 北海学園大学（2年連続21回目）
- 東北1位 東北学院大学（15年連続46回目）
- 東北2位 富士大学（初出場）

関東
- 関東1位 青山学院大学（26年連続32回目）
- 関東2位 東海大学（9年連続16回目）
- 関東3位 専修大学（24年連続43回目）
- 関東4位 日本大学（57年連続57回目）
- 関東5位 法政大学（9年連続48回目）
- 関東6位 中央大学（3年連続51回目）
- 関東7位 慶應義塾大学（11年連続52回目）
- 関東8位 筑波大学（60年連続60回目）
- 関東9位 日本体育大学（52年連続52回目）
- 関東10位 大東文化大学（13年連続18回目）
- 関東11位 国士舘大学（5年ぶり15回目）
- 関東12位 明治大学（15年連続55回目）
- 関東13位 早稲田大学（9年連続53回目）

北信越・東海
- 北信越1位 新潟医療福祉大学（初出場）
- 北信越2位 信州大学（10年ぶり5回目）
- 東海1位 浜松大学（5年連続8回目）
- 東海2位 愛知学泉大学（21年連続21回目）

近畿
- 関西1位 天理大学（2年連続13回目）
- 関西2位 同志社大学（8年ぶり52回目）
- 関西3位 立命館大学（7年ぶり23回目）
- 関西4位 京都産業大学（2年ぶり37回目）
- 関西5位 関西大学（3年ぶり28回目）

中国・四国
- 中国1位 広島大学（2年連続18回目）
- 中国2位 広島修道大学（5年ぶり3回目）
- 四国1位 愛媛大学（3年連続10回目）

九州
- 九州1位 鹿屋体育大学（3年連続16回目）
- 九州2位 九州国際大学（3年ぶり12回目）
- 九州3位 東海大学九州（2年連続8回目）

### 女子
北海道・東北
- 北海道1位 函館大学（3年連続3回目）
- 北海道2位 札幌大学（9年連続21回目）
- 東北1位 山形大学（4年連続24回目）
- 東北2位 仙台大学（4年ぶり11回目）

関東
- 関東1位 筑波大学（54年連続54回目）
- 関東2位 日本女子体育大学（54年連続54回目）
- 関東3位 拓殖大学（4年連続8回目）
- 関東4位 松蔭大学（7年連続7回目）
- 関東5位 専修大学（25年連続25回目）
- 関東6位 白鷗大学（13年連続13回目）
- 関東7位 早稲田大学（18年連続20回目）
- 関東8位 玉川大学（9年連続9回目）
- 関東9位 日本体育大学（54年連続54回目）
- 関東10位 東京学芸大学（9年連続35回目）
- 関東11位 東京女子体育大学（3年ぶり34回目）

北信越
- 北信越1位 新潟医療福祉大学（3年連続3回目）
- 北信越2位 信州大学（2年ぶり20回目）

東海
- 東海1位 愛知学泉大学（28年連続51回目）
- 東海2位 桜花学園大学（12年連続14回目）
- 東海3位 中京大学（2年連続22回目）

近畿
- 関西1位 大阪体育大学（39年連続39回目）
- 関西2位 武庫川女子大学（24年連続43回目）
- 関西3位 大阪人間科学大学（32年連続32回目）
- 関西4位 関西外国語大学（3年連続12回目）
- 関西5位 立命館大学（14年連続14回目）
- 関西6位 天理大学（3年ぶり31回目）

中国・四国
- 中国1位 徳山大学（3年連続17回目）
- 中国2位 広島大学（14年連続30回目）
- 四国1位 愛媛女子短期大学（5年連続5回目）

九州
- 九州1位 鹿屋体育大学（16年連続21回目）
- 九州2位 九州共立大学（初出場）
- 九州3位 西南女学院大学（2年ぶり6回目）

## 試合結果
- Y…代々木第二体育館
- YB…横浜文化体育館（A・B）

### 男子
1回戦
| 日時      | Y                              |
| --------- | ------------------------------ |
| 29日13:40 | 広島修道大 57 - 130 日本大     |
| 29日15:20 | 専修大 91 - 52 広島大          |
| 29日17:00 | 東海大九州 50 - 74 東海大      |
| 29日18:40 | 青山学院大 68 - 57 立命館大    |
| 30日17:00 | 日本体育大 132 - 57 愛媛大     |
| 30日18:40 | 鹿屋体育大 75 - 65 大東文化大  |
| 1日10:20  | 明治大 114 - 77 富士大         |
| 1日12:00  | 東北学院大 62 - 86 早稲田大    |
| 1日13:40  | 天理大 86 - 52 札幌大          |
| 1日15:20  | 京都産業大 71 - 85 浜松大      |
| 1日17:00  | 新潟医療福祉大 69 - 102 筑波大 |
| 1日18:40  | 慶應義塾大 107 - 73 北海学園大 |
| 2日10:20  | 同志社大 81 - 66 九州国際大    |
| 2日12:00  | 信州大 90 - 119 国士館大       |
| 2日13:40  | 愛知学泉大 65 - 60 中央大      |
| 2日15:20  | 法政大 92 - 57 関西大          |

2回戦
| 日時     | Y                           | YB                           |
| -------- | --------------------------- | ---------------------------- |
| 2日17:00 | 日本体育大 66 - 98 日本大   | ー                           |
| 2日18:20 | 専修大 71 - 53 鹿屋体育大   | ー                           |
| 3日13:00 | ー                          | 明治大 96 - 91 筑波大        |
| 3日14:40 | ー                          | 慶應義塾大 100 - 80 早稲田大 |
| 3日16:20 | ー                          | 天理大 69 - 54 東海大        |
| 3日17:00 | 同志社大 75 - 50 愛知学泉大 | ー                           |
| 3日18:00 | ー                          | 青山学院大 88 - 50 浜松大    |
| 3日18:40 | 法政大 79 - 87 国士館大     | ー                           |

準々決勝
| 日時     | Y                         | YB                      |
| -------- | ------------------------- | ----------------------- |
| 4日16:20 | 慶應義塾大 87 - 75 天理大 | 国士館大 79 - 75 日本大 |
| 4日18:00 | 青山学院大 75 - 73 明治大 | 専修大 81 - 65 同志社大 |

5～8位決定戦
| 日時     | Y                       |
| -------- | ----------------------- |
| 5日13:00 | 同志社大 49 - 70 天理大 |
| 5日14:40 | 明治大 81 - 76 日本大   |

準決勝
| 日時     | Y                           |
| -------- | --------------------------- |
| 5日16:20 | 専修大 67 - 99 慶應義塾大   |
| 5日18:00 | 青山学院大 80 - 92 国士館大 |

7位決定戦
| 日時     | Y                       |
| -------- | ----------------------- |
| 7日11:00 | 日本大 86 - 60 同志社大 |

5位決定戦
| 日時     | Y                     |
| -------- | --------------------- |
| 7日12:40 | 明治大 93 - 76 天理大 |

3位決定戦
| 日時     | Y                         |
| -------- | ------------------------- |
| 7日14:20 | 青山学院大 77 - 55 専修大 |

決勝
| 日時     | Y                            |
| -------- | ---------------------------- |
| 7日16:00 | 国士館大 73 - 104 慶應義塾大 |

### 女子
1回戦
| 日時      | Y                                     | YBA                         | YBB                           |
| --------- | ------------------------------------- | --------------------------- | ----------------------------- |
| 29日10:20 | 新潟医療福祉大 57 - 98 日本女子体育大 | ー                          | ー                            |
| 29日12:00 | 筑波大 105 - 60 天理大                | ー                          | ー                            |
| 30日10:20 | 関西外国語大 76 - 96 拓殖大           | ー                          | ー                            |
| 30日12:00 | 愛知学泉大 96 - 65 九州共立大         | ー                          | ー                            |
| 30日13:40 | 東京女子体育大 57 - 93 武庫川女子大   | ー                          | ー                            |
| 30日15:20 | 大阪体育大 94 - 54 札幌大             | ー                          | ー                            |
| 1日12:00  | ー                                    | 中京大 67 - 76 早稲田大     | 大阪人間科学大 81 - 52 函館大 |
| 1日13:40  | ー                                    | 愛媛女子短大 54 - 77 仙台大 | 徳山大 59 - 97 専修大         |
| 1日15:20  | ー                                    | 白鷗大 71 - 80 西南女学院大 | 信州大 77 - 93 松蔭大         |
| 1日17:00  | ー                                    | 立命館大 72 - 61 玉川大     | 桜花学園大 74 - 75 日本体育大 |
| 1日18:40  | ー                                    | 東京学芸大 90 - 101 山形大  | 鹿屋体育大 79 - 59 広島大     |

2回戦
| 日時     | YBA                           | YBB                                 |
| -------- | ----------------------------- | ----------------------------------- |
| 2日12:00 | 仙台大 54 - 78 山形大         | 鹿屋体育大 87 - 73 専修大           |
| 2日13:40 | 大阪人間科学大 64 - 85 拓殖大 | 愛知学泉大 65 - 63 早稲田大         |
| 2日15:20 | 筑波大 96 - 63 松蔭大         | 西南女学院大 61 - 91 日本女子体育大 |
| 2日17:00 | 大阪体育大 57 - 46 立命館大   | 日本体育大 70 - 97 武庫川女子大     |

準々決勝
| 日時     | Y                                 |
| -------- | --------------------------------- |
| 3日10:20 | 愛知学泉大 65 - 79 日本女子体育大 |
| 3日12:00 | 筑波大 67 - 80 拓殖大             |
| 3日13:40 | 鹿屋体育大 66 - 70 武庫川女子大   |
| 3日15:20 | 大阪体育大 73 - 66 山形大         |

5～8位決定戦
| 日時     | YB                        |
| -------- | ------------------------- |
| 4日13:00 | 筑波大 85 - 51 鹿屋体育大 |
| 4日14:40 | 山形大 70 - 49 愛知学泉大 |

準決勝
| 日時     | Y                                 |
| -------- | --------------------------------- |
| 4日13:00 | 拓殖大 73 - 54 武庫川女子大       |
| 4日14:40 | 大阪体育大 57 - 47 日本女子体育大 |

7位決定戦
| 日時     | Y                             |
| -------- | ----------------------------- |
| 6日13:00 | 愛知学泉大 84 - 79 鹿屋体育大 |

5位決定戦
| 日時     | Y                     |
| -------- | --------------------- |
| 6日14:40 | 山形大 73 - 85 筑波大 |

3位決定戦
| 日時     | Y                                   |
| -------- | ----------------------------------- |
| 6日16:20 | 日本女子体育大 54 - 71 武庫川女子大 |

決勝
| 日時     | Y                         |
| -------- | ------------------------- |
| 6日18:00 | 大阪体育大 69 - 73 拓殖大 |

## 順位
| 順位   | 男子         | 男子         | 女子             | 女子   |
| 順位   | 大学名       | 備考         | 大学名           | 備考   |
| ------ | ------------ | ------------ | ---------------- | ------ |
| 優勝   | 慶應義塾大学 | 4年ぶり7回目 | 拓殖大学         | 初優勝 |
| 準優勝 | 国士舘大学   |              | 大阪体育大学     |        |
| 3位    | 青山学院大学 |              | 武庫川女子大学   |        |
| 4位    | 専修大学     |              | 日本女子体育大学 |        |
| 5位    | 明治大学     |              | 筑波大学         |        |
| 6位    | 天理大学     |              | 山形大学         |        |
| 7位    | 日本大学     |              | 愛知学泉大学     |        |
| 8位    | 同志社大学   |              | 鹿屋体育大学     |        |

## 表彰
| タイトル                | 男子           | 男子               | 男子                        | 女子                | 女子                         | 女子                        |
| タイトル                | 選手名         | 所属               | 備考                        | 選手名              | 所属                         | 備考                        |
| ----------------------- | -------------- | ------------------ | --------------------------- | ------------------- | ---------------------------- | --------------------------- |
| 得点王                  | 金丸晃輔       | 明治大№14、2年     | 126点                       | 佐藤知穂            | 山形大№6、3年                | 87点                        |
| 3P王                    | 吉満俊孝       | 国士舘大№10、3年   | 17本                        | 糸井貴子            | 山形大№10、2年               | 12本                        |
| リバウンド王            | ファイ・サンバ | 天理大№10、2年     | OFF34REB DEF60REB 合計94REB | 藤井香苗            | 大阪体育大№9、4年            | OFF13REB DEF52REB 合計65REB |
| アシスト王              | 二ノ宮康平     | 慶應義塾大№16、2年 | 31本                        | 大鷹さおり 坪谷愛美 | 筑波大№12、3年 山形大№4、4年 | 14本                        |
| ディフェンス王          | 岩下達郎       | 慶應義塾大№7、2年  |                             | 森ムチャ            | 拓殖大№6、2年                |                             |
| 優秀選手                | 小林大祐       | 慶應義塾大№10、3年 |                             | 小川和美            | 拓殖大№4、4年                |                             |
| 優秀選手                | 岩下達郎       | 慶應義塾大№7、2年  |                             | 矢農友里恵          | 拓殖大№11、2年               |                             |
| 優秀選手                | 立花大介       | 国士舘大№5、4年    |                             | 竹本茜              | 大阪体育大№10、3年           |                             |
| 優秀選手                | 荒尾岳         | 青山学院大№8、4年  |                             | 加藤いずみ          | 武庫川女子大№4、4年          |                             |
| 優秀選手                | 能登裕介       | 専修大№28、4年     |                             | 早野光星            | 日本女子体育大№4、4年        |                             |
| MIP                     | 堤啓士朗       | 専修大№0、4年      |                             | 田中千秋            | 日本女子体育大№5、4年        |                             |
| スポーツマンシップ賞    | 岩下達郎       | 慶應義塾大№7、2年  |                             | 有明葵衣            | 筑波大№4、4年                |                             |
| 60th Anniversary 特別賞 | 小野将         | 鹿屋体育大№1、4年  |                             | 大野遥              | 専修大№4、4年                |                             |
| Best Team 特別賞        | 慶應義塾大学   |                    |                             | 日本女子体育大      |                              |                             |
| 敢闘賞                  | 寺嶋徹         | 国士舘大№4、4年    |                             | 渡部真代            | 大阪体育大№5、4年            |                             |
| MVP                     | 鈴木惇志       | 慶應義塾大№4、4年  |                             | 森ムチャ            | 拓殖大№6、2年                |                             |